# دانشگاه بین‌المللی هلنیک
دانشگاه بین‌المللی هلنیک (به لاتین: International Hellenic University) یک دانشگاه در یونان است که در Thermi Municipality واقع شده‌است.